# 1994 100 legnagyobb slágere
Ez a lista a Billboard magazin  első Hot 100  zenéjét tartalmazza 1994-ből.
| Helyezés | Zene                                           | Előadó                                  |
| -------- | ---------------------------------------------- | --------------------------------------- |
| 01       | The Sign                                       | Ace of Base                             |
| 02       | I Swear                                        | All-4-One                               |
| 03       | I'll Make Love to You                          | Boyz II Men                             |
| 04       | The Power of Love                              | Celine Dion                             |
| 05       | Hero                                           | Mariah Carey                            |
| 06       | Stay (I Missed You)                            | Lisa Loeb & Nine Stories                |
| 07       | Breathe Again                                  | Toni Braxton                            |
| 08       | All for Love                                   | Bryan Adams, Rod Stewart and Sting      |
| 09       | All That She Wants                             | Ace of Base                             |
| 10       | Don’t Turn Around                              | Ace of Base                             |
| 11       | Bump N' Grind                                  | R. Kelly                                |
| 12       | Again                                          | Janet Jackson                           |
| 13       | I'll Remember                                  | Madonna                                 |
| 14       | Whatta Man                                     | Salt-N-Pepa                             |
| 15       | Wild Night                                     | John Mellencamp és Me'shell Ndegeocello |
| 16       | Without You/Never Forget You                   | Mariah Carey                            |
| 17       | You Mean the World to Me                       | Toni Braxton                            |
| 18       | Can You Feel the Love Tonight                  | Elton John                              |
| 19       | The Most Beautiful Girl in the World           | The Artist                              |
| 20       | Fantastic Voyage                               | Coolio                                  |
| 21       | Baby, I Love Your Way                          | Big Mountain                            |
| 22       | Regulate                                       | Warren G és Nate Dogg                   |
| 23       | If You Go                                      | Jon Secada                              |
| 24       | Back & Forth                                   | Aaliyah                                 |
| 25       | Now and Forever                                | Richard Marx                            |
| 26       | When Can I See You                             | Babyface                                |
| 27       | Please Forgive Me                              | Bryan Adams                             |
| 28       | So Much in Love                                | All-4-One                               |
| 29       | Shoop                                          | Salt-N-Pepa                             |
| 30       | Any Time, Any Place/And On and On              | Janet Jackson                           |
| 31       | Shine                                          | Collective Soul                         |
| 32       | Said I Loved You...But I Lied                  | Michael Bolton                          |
| 33       | Return to Innocence                            | Enigma                                  |
| 34       | All I Wanna Do                                 | Sheryl Crow                             |
| 35       | Mmm Mmm Mmm Mmm                                | Crash Test Dummies                      |
| 36       | Can We Talk                                    | Tevin Campbell                          |
| 37       | Funkdafied                                     | Da Brat                                 |
| 38       | I’d Do Anything for Love (But I Won’t Do That) | Meat Loaf                               |
| 39       | Gangsta Lean                                   | Drs                                     |
| 40       | Because the Night                              | 10,000 Maniacs                          |
| 41       | Cantaloop                                      | US3                                     |
| 42       | Whoomp! (There It Is)                          | Tag Team                                |
| 43       | Come to My Window                              | Melissa Etheridge                       |
| 44       | Stroke You Up                                  | Changing Faces                          |
| 45       | I'm Ready                                      | Tevin Campbell                          |
| 46       | 100% Pure Love                                 | Crystal Waters                          |
| 47       | Anytime You Need a Friend                      | Mariah Carey                            |
| 48       | Because of Love                                | Janet Jackson                           |
| 49       | Linger                                         | The Cranberries                         |
| 50       | Loser                                          | Beck                                    |
| 51       | Found Out About You                            | Gin Blossoms                            |
| 52       | Gin and Juice                                  | Snoop Doggy Dogg                        |
| 53       | Never Lie                                      | Immature                                |
| 54       | Streets of Philadelphia                        | Bruce Springsteen                       |
| 55       | Getto Jam                                      | Domino                                  |
| 56       | Endless Love                                   | Luther Vandross and Mariah Carey        |
| 57       | I Miss You                                     | Aaron Hall                              |
| 58       | Understanding                                  | Xscape                                  |
| 59       | This D.J.                                      | Warren G                                |
| 60       | Cry For You                                    | Jodeci                                  |
| 61       | Keep Ya Head Up                                | 2Pac                                    |
| 62       | Who Am I (What’s My Name)?                     | Snoop Dogg                              |
| 63       | Another Night                                  | Real McCoy                              |
| 64       | Your Body's Callin'                            | R. Kelly                                |
| 65       | Tootsee Roll                                   | 69 Boyz                                 |
| 66       | I Can See Clearly Now                          | Jimmy Cliff                             |
| 67       | Never Keeping Secrets                          | Babyface                                |
| 68       | Crazy                                          | Aerosmith                               |
| 69       | Just Kickin' It                                | Xscape                                  |
| 70       | At Your Best (You Are Love)                    | Aaliyah                                 |
| 71       | Rock and Roll Dreams Come Through              | Meat Loaf                               |
| 72       | Amazing                                        | Aerosmith                               |
| 73       | Always                                         | Erasure                                 |
| 74       | Groove Thing                                   | Zhane                                   |
| 75       | Dreams                                         | Gabrielle                               |
| 76       | Mr. Vain                                       | Culture Beat                            |
| 77       | Mary Jane's Last Dance                         | Tom Petty and the Heartbreakers         |
| 78       | Anything                                       | SWV                                     |
| 79       | Beautiful in My Eyes                           | Joshua Kadison                          |
| 80       | Stay                                           | Eternal                                 |
| 81       | Flava in Ya Ear                                | Craig Mack                              |
| 82       | U.N.I.T.Y.                                     | Queen Latifah                           |
| 83       | Prayer for the Dying                           | Seal                                    |
| 84       | Secret                                         | Madonna                                 |
| 85       | Here Comes the Hotstepper                      | Ini Kamoze                              |
| 86       | Everyday                                       | Phil Collins                            |
| 87       | Don't Take the Girl                            | Tim McGraw                              |
| 88       | Got Me Waiting                                 | Heavy D & the Boyz                      |
| 89       | December 1963 (Oh, What a Night)               | Four Seasons                            |
| 90       | Indian Outlaw                                  | Tim McGraw                              |
| 91       | Always                                         | Bon Jovi                                |
| 92       | I'm the Only One                               | Melissa Etheridge                       |
| 93       | Back in the Day                                | Ahmad                                   |
| 94       | Love Sneakin' Up On You                        | Bonnie Raitt                            |
| 95       | I'll Take You There                            | General Public                          |
| 96       | Always in My Heart                             | Tevin Campbell                          |
| 97       | What Is Love                                   | Haddaway                                |
| 98       | And Our Feelings                               | Babyface                                |
| 99       | Bop Gun (One Nation)                           | Ice Cube                                |
| 100      | I Wanna Be Down                                | Brandy                                  |